# 로버트 버크스
로버트 버크스(Robert Burks, 1909년 7월 4일~1968년 5월 13일)는 미국의 영화 촬영 감독이다. 그는 앨프리드 히치콕과 많은 작업을 하였으며 히치콕의 작품인 《나는 결백하다》로 아카데미 촬영상을 수상하였다.
그는 히치콕과 《열차 안의 낯선 자들》부터 시작해 《마니》까지 많은 영화를 함께 했으며 이외에도 《저것이 파리의 등불이다》 등의 영화에서도 촬영 감독으로 일했다.
버크스는 1968년 5월 13일에 자신의 집에 화재가 나 아내와 함께 죽게 되었다.

## 작품 목록
- 《열차 안의 낯선 자들》 (1951)
- 《이창》 (1954)
- 《나는 결백하다》 (1955)
- 《현기증》 (1958)
- 《북북서로 진로를 돌려라》 (1959)